# Synephippius
Synephippius is een geslacht van rechtvleugeligen uit de familie van de sabelsprinkhanen (Tettigoniidae). De wetenschappelijke naam van dit geslacht is voor het eerst voorgesteld door Longinos Navás in een publicatie uit 1905.

## Soorten
Het geslacht Synephippius  is monotypisch en omvat slechts de volgende soort:
- Synephippius obvius (Navás, 1904)